# Moderator
Ein Moderator (von demselben lateinischen Wort mit der Bedeutung ‚Mäßiger‘, ‚Lenker‘, ‚Handhaber‘, ‚Regierer‘; abgeleitet vom Verb moderare ‚mäßigen, in Schranken halten, regeln‘) ist eine Person, die ein Gespräch lenkt oder in einer Kommunikation vermittelt. Die Tätigkeit selbst bezeichnet man als Moderation. Im Kontext von Veranstaltungen, TV- und Radio-Beiträgen übernehmen Moderatoren auch oft lediglich die An- und Ab-Moderation von Beiträgen.

## Gesprächsmoderator

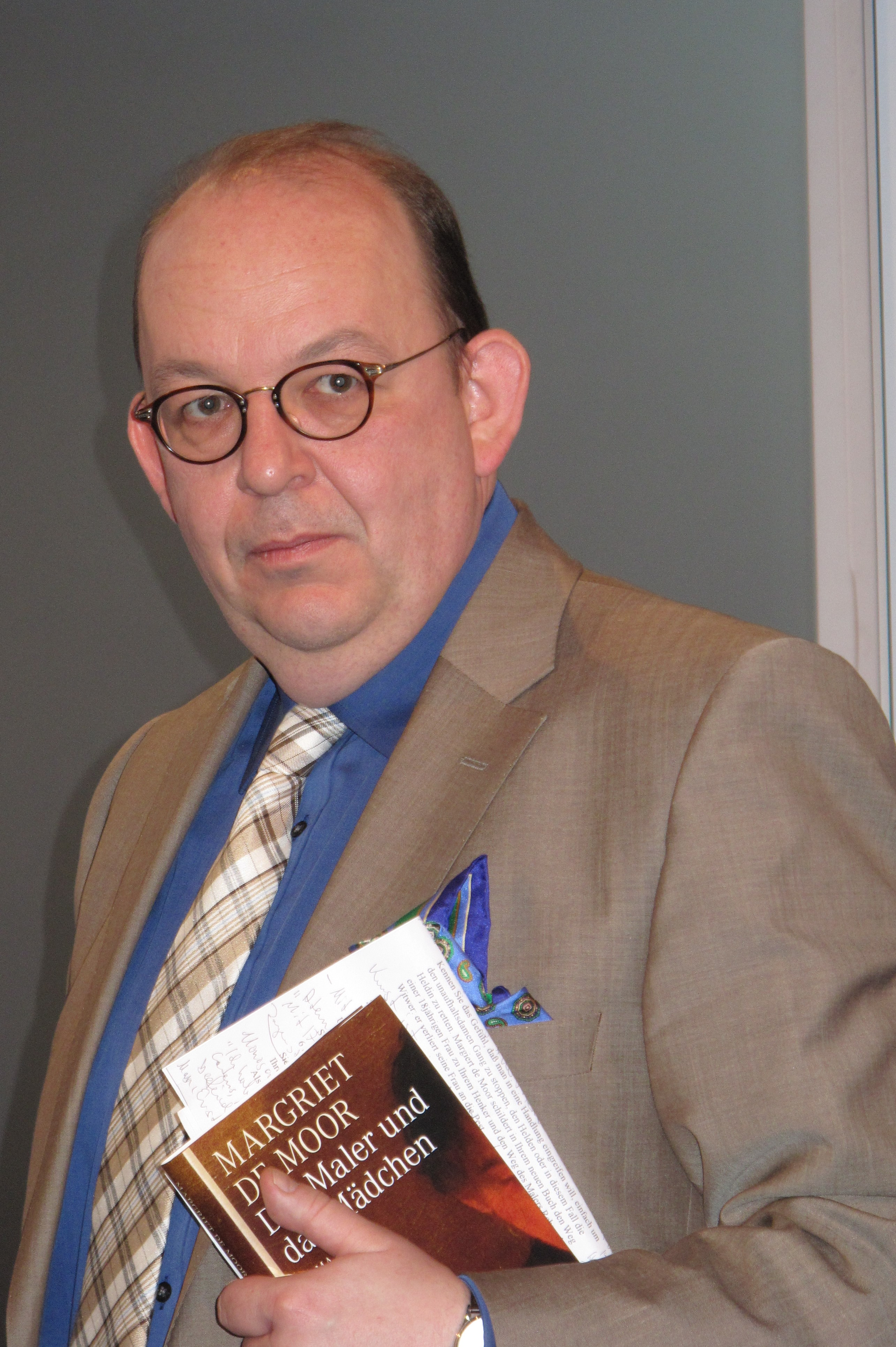
Literaturkritiker Denis Scheck mit einem Buch von Margriet de Moor, darin ein Moderationstext mit handschriftlichen Notizen (Leipziger Buchmesse 2011)

Der Gesprächsmoderator unterstützt die Teilnehmer in einer Gesprächsrunde oder an einem Podiumsgespräch. Meist begrüßt er die Zuhörer, erklärt einleitend das Thema des Gespräches, den Ablauf, die Regeln und stellt die Teilnehmer vor. Moderatoren steuern die einzelnen Redebeiträge, greifen wichtige Kernsätze auf, fassen zusammen, bremsen Übereifrige, vermitteln bei Konflikten. Sie lenken den Umgang mit dem Thema und beziehen die Zuhörer mit ein. Moderatoren fördern den Dialog, indem sie Schweigende bewegen, ihre Meinung zu sagen, fassen Erkenntnisse und offene Punkte zusammen, bedanken sich bei den Teilnehmern und verabschieden die Zuhörer. Zur Analyse von Gesprächsverläufen erstellen manche Moderatoren Gesprächsverlaufs-Soziogramme. Moderatoren können zur Vorbereitung Moderationskarten verwenden.

## Moderator (Journalismus)
In Diskussionsrunden, beispielsweise bei Hörfunk- und Fernsehsendungen, leitet der Moderator das Gespräch. Bei Magazinsendungen werden Beiträge in der Regel anmoderiert, daher spricht man auch hier von Moderatoren. Allgemein kann hier Moderation definiert werden als das Überleiten von einem Element des Programms zu einem anderen. Dabei führen Moderatoren in Radio und Fernsehen Interviews (im Unterschied zu Gesprächen); sie erzählen Geschichten zur Musik oder zu Ereignissen (Moderationsmeldung), sie bilden Stimmungen ab (phatische Moderation), fordern zur Teilnahme auf, schaffen Aufmerksamkeit für und Einordnung von Themen. Eine wesentliche Aufgabe von Moderatoren ist die Herstellung von Relevanz; die Begründung, warum ein bestimmtes Thema zu diesem Zeitpunkt für diese Zielgruppe in diesem Medium stattfindet, eine andere Aufgabe ist die Unterhaltung des Publikums durch Art und Weise der Ansprache an dieses, vor allem im Hörfunk. Moderatoren sind nach empirischen Untersuchungen in Fernsehen wie Hörfunk das wesentliche Bindungselement für die Zielgruppen.
Bei vielen sogenannten Formatradios sind Moderatoren auch für die Ansage von Wetter- und Staumeldungen zuständig, und die weiteren Redebeiträge beschränken sich oft auf Ankündigungen von Musiktiteln sowie die Bewerbung des eigenen Senders. Dies geschieht immer öfter (vor allem während der Nachtstunden) automatisiert über Computerprogramme. Trotzdem dienen auch solche Moderatoren oft als wichtige Identifikationsfiguren für den jeweiligen Sender.

### Anchorman
Als Anchorman (englisch für wörtlich Ankermann; bei Frauen auch Anchorwoman, geschlechtsneutral Anchorperson oder einfach Anchor) bezeichnet man im US-amerikanischen Raum Moderatoren oder Redakteure im Fernsehstudio, die durch eine Nachrichtensendung führen und dabei Kommentare von Berichterstattern vor Ort oder Stellungnahmen von Interviewpartnern einholen.
In den Fernsehnachrichten hat sich der Begriff des Anchorman als ständiger Sprecher einer Nachrichtensendung etabliert, der diese Sendung prägt. Einer der ersten und bekanntesten war Bernard Shaw, der seit Gründung von CNN im Juni 1980 die Funktion des Anchorman geprägt hatte; er zog sich am 28. Februar 2001 altersbedingt zurück. In Deutschland bürgerte sich der Begriff ab etwa 1990 in die Alltagssprache ein: „Der neue Anchorman Ulrich Wickert will nichts Wesentliches an der Sendungskonzeption ändern.“ Der Anglizismus erschien erstmals 1994 im Duden. Der Anchorman weicht formal vom reinen Nachrichtensprecher ab, weil letzterer keine andere Aufgabe hat, „als die von den Redaktionen bearbeiteten Nachrichten zu verlesen. Es ist ihnen daher auch nicht erlaubt, durch Betonung, Mimik, Gestik oder dergleichen die Nachrichten zu bewerten. Sie sollen neutral, unpersönlich und unauffällig sein.“

### Unterhaltung
Im deutschen Sprachraum wird der gesprächslenkende Protagonist einer Fernsehsendung, analog zum Radiomoderator, als Fernsehmoderator bezeichnet, das trifft auch auf Sendungen zu, in denen nur kurzzeitig Gäste zugegen sind und nur wenig oder keine Gesprächslenkung stattfindet. Diesen Typus der Darstellung prägte Johnny Carson in der Tonight Show ab 1962 im US-amerikanischen Fernsehen. In der Regel bezeichnet Moderieren im deutschen Sprachraum den Aspekt, dass der Zuschauer eine durch die Unterhaltungsshow führende Person wahrnimmt, in deren Umfeld weitere Personen als Gäste oder Helfer positioniert sind. Die Sinnerweiterung des Worts „Moderieren“ geht so weit, dass umgangssprachlich auch dann durch die Sendung führende Fernsehschaffende als „Moderatoren“ bezeichnet werden, wenn in der Sendung keine weitere Person auftritt, obwohl das Vorhandensein mehrerer Personen die Voraussetzung ist, um eine Situation zu moderieren.
Einige Moderatoren haben eine klassische journalistische Ausbildung, viele sind Seiteneinsteiger aus anderen Unterhaltungsberufen. Moderatoren wurden früher meist von Assistentinnen unterstützt, diese sind im italienischen Fernsehen unter dem Namen Vallette noch heute üblich. Im deutschen Sprachraum unterschied man früher, etwa bis in die 1980er Jahre hinein, den Conférencier oder Showmaster vom Moderator. Der Showmaster übernahm die Moderation, trug aber auch selbst Anekdoten, Gedichte oder Chansons vor.
In anderen Sprachen wird kein direkter sprachlicher Bezug zwischen der Hauptperson und ihrer Aufgabe des Moderierens hergestellt. Im Englischen wird für den Protagonisten einer TV-Unterhaltungsshow entweder der Begriff Presenter (britisch) oder Host (amerikanisch) verwendet, und im Französischen ist der Begriff Animateur geläufig.

## Moderator (Internet)
Im Internet unterstützen Moderatoren Teilnehmer in Webforen, um Streit zu schlichten und unerwünschte oder unpassende, verletzende, gesetzeswidrige Beiträge zu löschen, zu verschieben oder zu sperren (diese Aufgabe, zumindest das Entfernen von Beleidigungen in Beiträgen, übernehmen meist auch schon spezielle Programme). Im Usenet gibt es sogenannte moderierte Newsgroups mit einer Person, die Beiträge zunächst per E-Mail erhält und diese nach Kontrolle als Postings veröffentlicht, wenn sie der Charta der entsprechenden Newsgroup entsprechen. Mit Hilfe elektronischer Meetingsysteme werden zunehmend auch Workshops über das Internet moderiert.

## Gruppenmoderator
In Organisationen und Unternehmen helfen Moderatoren Strategien zu entwickeln, Reorganisationen voranzubringen, Pläne zu schmieden oder Erfahrungen auszutauschen. Sie arbeiten in Gruppen (10 bis 20 Teilnehmer) aber auch mit Großgruppen (bis 2000 Teilnehmer). Anlässe sind Teamtraining, Workshop, Projektmanagement, Abteilungskonferenz, Strategieworkshop und viele mehr. Methoden des Moderators sind Moderation, Großgruppenmoderation, Gruppendynamik, Online-Moderation, Organisationsentwicklung, Metaplantechnik, Brainstorming, Moderationszyklus.

## Konfliktmoderator
Konfliktmoderatoren werden zur Schlichtung oder zur Rückkehr zu einer sachlichen Diskussion eingesetzt, wenn Situationen zwischen Interessengruppen eskaliert sind (geht es spezifisch um die Regulierung von Konflikten, spricht man eher von Mediation). Methoden der Gruppendynamik oder der Organisationsentwicklung können dabei angewandt werden.

## Weitere Einsatzgebiete
In der Sozialforschung führen Moderatoren Gruppendiskussionen mit bis zu zehn Probanden durch, um Forschungsfragen zu beantworten.

## Ausbildung

### Rundfunkmoderator

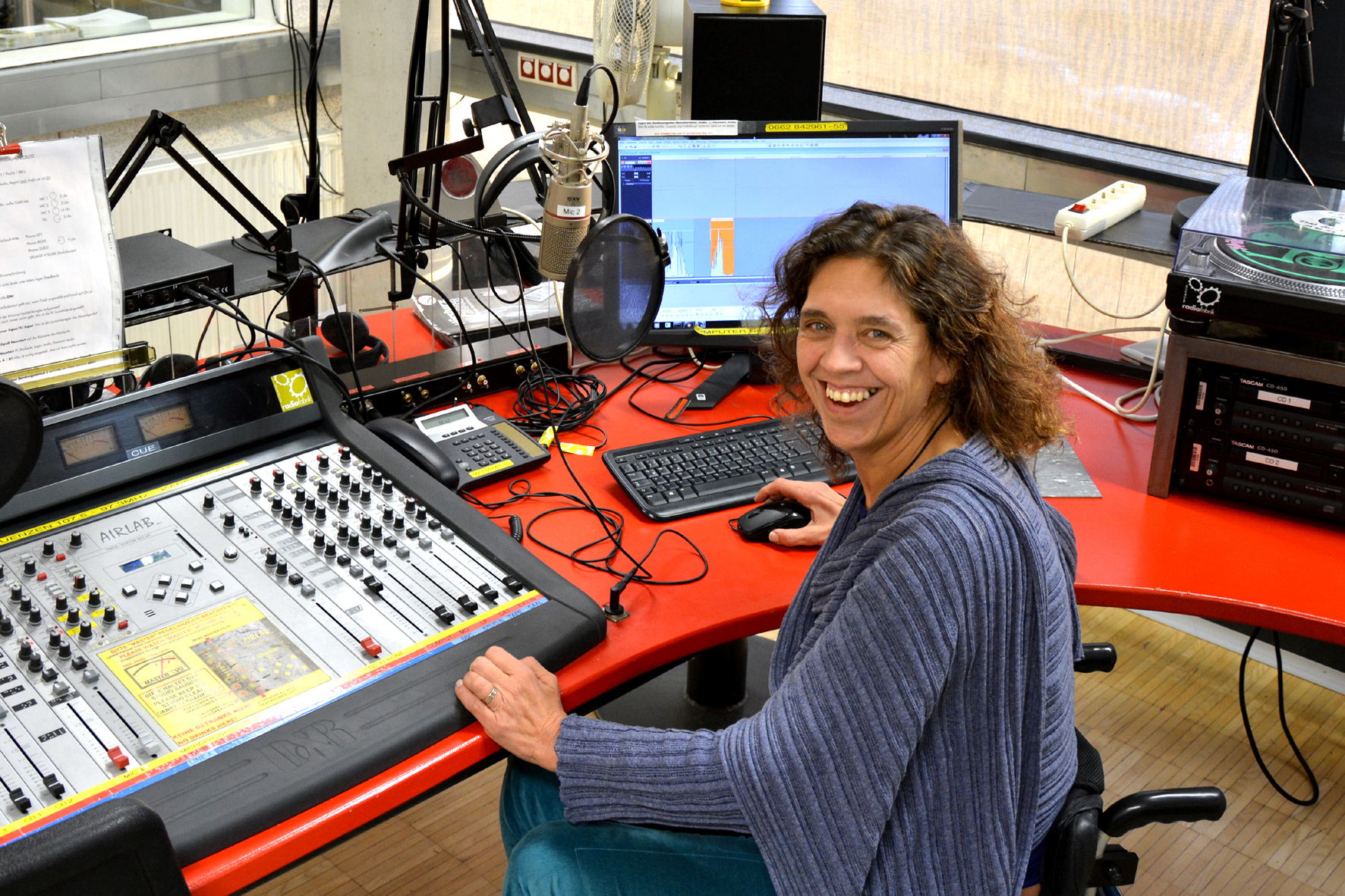
Hörfunkmoderatorin bei der Radiofabrik 107,5

In Deutschland gibt es für den Beruf des Rundfunkmoderators kein einheitliches Berufsbild. Moderatoren in Fernsehen oder Hörfunk kommen oft aus journalistischen oder künstlerischen (Schauspieler, Musiker) Berufen. Manche Moderatoren sind auch Quereinsteiger. Die klassische Ausbildung in Deutschland führt über ein journalistisches Volontariat bei einem Hörfunk- oder Fernsehsender vor Mikrofon oder Kamera; Journalistenschulen und -akademien bilden teilweise auch Moderatoren aus.
Eher selten finden am Moderatorenberuf Interessierte als ungelernte oder zumindest einschlägig ungelernte Quereinsteiger zum Beispiel über Castings den Einstieg in die Medienbranche. Die so entdeckten Talente werden nach dem erfolgreichen Casting entsprechend aus- oder fortgebildet. Weitere Quereinstiegsmöglichkeiten führen unter anderem über Promotionjobs oder eine Tätigkeit als Animateur, Discjockey oder Showmoderator etwa in einem Freizeitpark.

### Team-Moderator
Team-Moderatoren kommen häufig aus psychosozialen Berufen und haben meist eine gruppendynamische Ausbildung. Andererseits benötigt jede Führungskraft Fähigkeiten als Team-Moderator. Wobei die Methoden und Techniken durch Learning by Doing angeeignet werden. In größeren Firmen gehört eine Moderatorenausbildung zum Programm der Führungskräfteentwicklung.